# أوكروغ تشوكوتكا الذاتية
دائرة تشوكوتكا ذات الحكم الذاتي  (بالروسية: Чуко́тский автоно́мный о́круг) هي إحدى الكيانات الفدرالية في روسيا، تدخل في منطقة الشرق الأقصى الفيدرالية. عاصمتها الإدارية هي مدينة أنادير.
تحدها جمهورية ياقوتيا وماغادان أوبلاست وكامتشاتكا كراي. كما تلامسها شرقاً التخوم البحرية للولايات المتحدة الأمريكية.

## جغرافيا
تقع دائرة تشوكوتكا ذات الحكم الذاتي في أقصى شمال شرق روسيا وتشغل شبه جزيرة تشوكوتكا كلها وجزءا من القارة الآسيوية وبعض الجزر مثل جزيرة فرانغل وجزيرة أيون وجزيرة راتمانوف وغيرها من الجزر.
ويحيطها بحر سيبيريا الشرقي وبحر تشوكشي التابعة للمحيط المتجمد الشمالي شمالا وبحر بيرنغ شرقا.

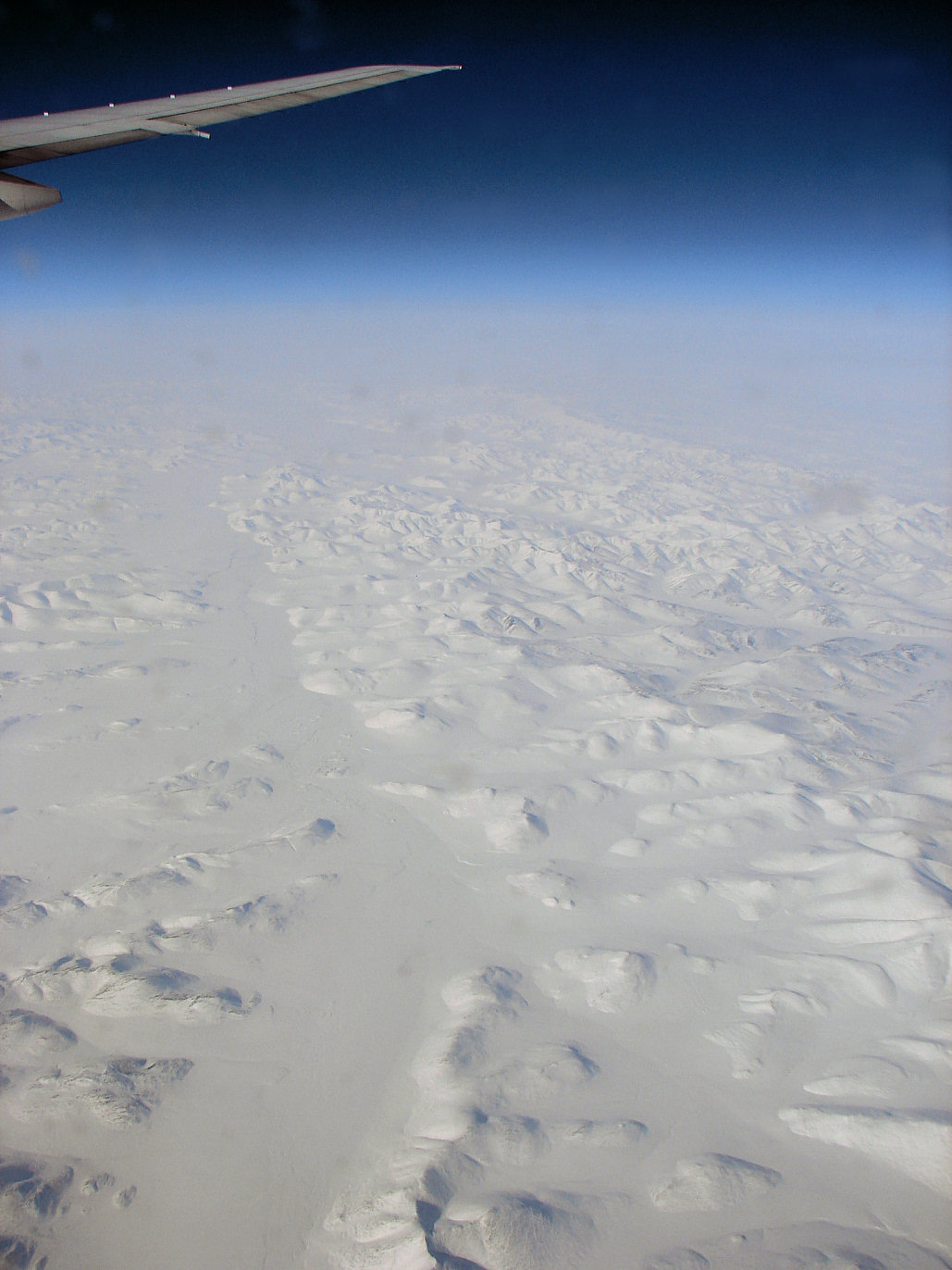
المنظر من الطائرة

من الناحية الإيكولوجية، يمكن تقسيم تشوكوتكا إلى ثلاث مناطق: الصحراء القطبية الشمالية والتندرا المركزية وغابات الصنوبر في الجنوب. حوالي نصف أراضي تشوكوتكا يقع وراء الدائرة القطبية الشمالية.

## سكان
يبلغ عدد سكان تشوكوتكا 50,540 نسمة (حسب تقدير عام 2015). معدل كثافة السكان 0.07 شخص لكيلومتر مربع. وتبلغ حصة سكان المدن 68.31 % (عام 2015).
وفق إحصائيات عام 2010، التركيب السكاني العرقي لتشوكوتكا كان:
- روس - 25,068 (%52.5)
- تشوكتي - 12,772 (%26.7)
- أوكرانيون - 2,869 (%6.0)
- الإسكيمو - 1,529 (%3.2)
- إيفين - 1,392 (%2.9)
- تشوفان - 897 (%6.2)
- آخرون - 2,961 (%1.9)

## اقتصاد
تشوكوتكا لديها احتياطيات كبيرة من النفط، والغاز الطبيعي، والفحم، والذهب، والتنغستن. لكن أغلب سكان الريف يعيشون على تربية الأيائل، وحوت الصيد، وصيد الأسماك. ويشتغل سكان المدن بالتعدين، والإدارة، والبناء، والعمل الثقافي، والتعليم، والطب، وغيرها من المهن.

## تاريخ

### الاستكشاف الروسي والغزو
في النصف الأول من القرن السابع عشر، بلغ الرحالة الروس أقصى الشمال الشرقي من القارة الآسيوية. أول ذكر ل«تشوكتشي» (هم القومية الأصلية للمنطقة) يعود في المصادر المكتوبة الروسية إلى عام 1641.

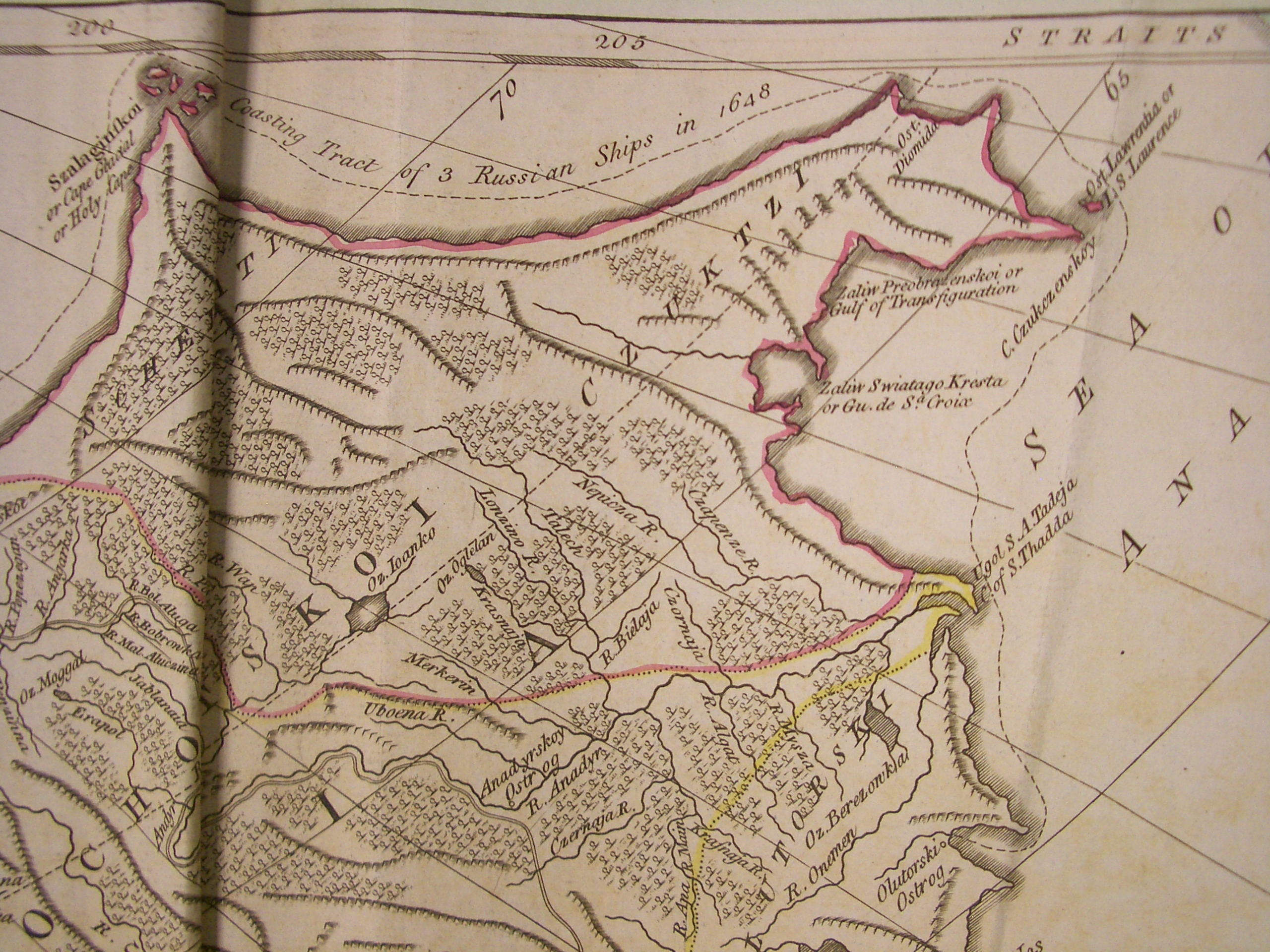
خريطة تشوكوتكا لعام 1773

في عام 1649، اكتشف سيمون ديزهنيوف الساحل الشمالي الشرقي لآسيا، وأسس في أعالى نهر أنادير زيموفي (المشتى)، التي أصبحت في عام 1652 مخفر «أناديرسك» المحصن. حاول ديزهنيوف إخضاع تشوكشي، لكنه لم يوفق. في نهاية المطاف تم التخلي عن المخفر بسبب الظروف الجوية القاسية.
في نهاية القرن السابع عشر، استعاد الحصن أهميتها السابقة عندما تم اكتشاف الطريق البحري من أناديرسك إلى كامتشاتكا. أنه كان يُستخدم كقاعدة الانطلاق للرحلات إلى كامتشاتكا.
بعد اكتشاف الموارد الطبيعية في كامتشاتكا، بدأت الحكومة الروسية تدلى أهمية كبيرة لمنطقة أقصى الشمال الشرقي.
في عام 1724، أمر القيصر بطرس الأكبر فيتوس بيرنغ بإستكشاف كامتشاتكا. وفي نفس العام تم تنظيم حملة عسكرية بقيادة أفاناسي شيستاكوف لإخضاع شعب تشوكشي. فشلت هذه الحملة عندما غرقت السفن، وقتل الناجون، بما في ذلك شيستاكوف، من قبل تشوكشي.
في عام 1731، حاول ديمتري بافلوتسكي إخضاع تشوكتشي مرة أخرى، بمساعدة القوزاق، ويوكاغيرس، وكوريكس (القبيلتين الأصليتين لسيبيريا). أبحر إلى نهر أنادير ودمر حامية تشوكتشي في المحيط المتجمد الشمالي. ولكن في عام 1747، هُزمت الكتيبة الروسية من قبل تشوكتشي.
ومدركاً أن ليس من الممكن إخضاع تشوكتشي بالوسائل العسكرية، تغير الروس التكتيكات وعرضوا الجنسية لتشوكتشي في الإمبراطورية الروسية. وتم عقد معاهدة السلام في عام 1778.
في نفس العام، قام القبطان البريطاني جيمس كوك بإستكشاف كيب الشمالية (الآن كيب شميت) وخليج بروفيدانس. حاذرةً أن القوى الأوروبية ستحتل المنطقة، أمرت كاترين الثانية بالإستكشاف ورسم الخريطة للمنطقة. ابتداء من عام 1785، قام جوزيف بيلينغز وساريتشيف غافرييل بالرحلة الاستكشافية، ورسموا الخريطة لشبه جزيرة تشوكشي، والساحل الغربي لألاسكا وجزر ألوتيان.

### التأثير الغربي
تشوكوتكا بقت معظمها خارج سيطرة الإمبراطورية الروسية ونتيجة لذلك بدأت القوى الأجنبية الأخرى (الأمريكية والبريطانية والنرويجية) التجارة في المنطقة من عام 1820 فصاعدا. بعد بيع منطقة ألاسكا للولايات المتحدة الأمريكية، وسع التجار الأمريكيون نطاق أنشطتهم في تشوكوتكا، والأموال الأجنبية بلغت ذروتها. كان رد فعل الروس إعداد الدوريات الساحلية لتوقف السفن الأمريكية ومصادرة ممتلكاتهم. وفي عام 1888، تم إنشاء منطقة أنادير الإدارية.
في عام 1909، من أجل إبقاء المنطقة ضمن السيطرة الروسية، تم إنشاء منطقتين ضمن قضاء أنادير: منطقتي أنادير وتشوكوتكا.

### الفترة الحديثة
تم إنشاء دائرة تشوكوتكا ذات الحكم الذاتي في 10 ديسمبر عام 1930.
بعد أن هاجمت ألمانيا النازية الاتحاد السوفياتي في عام 1941، تم القيام بكل شيء لبدء إنتاج القصدير في أسرع وقت ممكن في تشوكوتكا. التعدين تقدم بسرعة، وأصبحت هذه الصناعة القاعدة الاقتصادية. خلال الحرب، إكتشف الجيولوجيون احتياطيات كبيرة من الذهب، الذي بدأ إستخراجه في الخمسينات.
في 28 مايو عام 1951 اتخذت رئاسة مجلس السوفيت الأعلى القرار بإخضاع دائرة تشوكوتكا ذات الحكم الذاتي لإقليم خاباروفسك.
ابتداء من 3 ديسمبر عام 1953 كانت دائرة تشوكوتكا ذات الحكم الذاتي ضمن مقاطعة ماغادان.
وفي 16 يوليو عام 1992 خرجت الدائرة من مقاطعة ماغادان. وتعتبر حاليا دائرةً وحيدةً ذات الحكم الذاتي في روسيا الاتحادية لا تدخل أي كيان آخر لروسيا الاتحادية.
خلال أعوام 2001-2008 تولى الملياردير رومان أبراموفيتش منصب محافظ أوكروغ تشوكوتكا الذاتية.

## المناخ
يقع القسم الأكبر من الدائرة في منطقة القطب الشمالي. لذلك يتسم مناخ الدائرة بالقسوة. يوصف المناخ بأنه مناخ قطبي شمالي بحري على الساحل ومناخ قطبي شمالي قاري في الماطق الداخلية.
ويتراوح معدل درجة الحرارة في شهر يناير من 15 إلى 39 درجة مئوية تحت الصفر. أما معدل درجة الحرارة في شهر يوليو فيتراوح بين 5 درجات مئوية و 10 درجات مئوية فوق الصفر .

## التقسيم الإداري
تنقسم أوكروغ تشوكوتكا الذاتية إلى 6 وحدات إدارية:

التقسيم الإداري

1. منطقة أنادير (بالروسية: Ана́дырский райо́н)
2. منطقة بيليبينو (بالروسية: Били́бинский райо́н)
3. منطقة إيلتوين (بالروسية: Иульти́нский райо́н)
4. منطقة بروفيدينا (بالروسية: Провиде́нский райо́н)
5. منطقة تشاونسكي (بالروسية: Ча́унский райо́н райо́н)
6. منطقة تشوكوتسكي (بالروسية: Чуко́тский райо́н)

## مدن تشوكوتكا
- أنادير (13 ألف نسمة)
- بيليبينو (5.5 ألف نسمة)
- بيفيك (4.2 ألف نسمة)
- أوغولني كوبي (3.4 ألف نسمة)
- إغفيكينوت (2.8 ألف نسمة)
- بروفيدينيا (2.000 نسمة)
- لافرينتيا (1.5 ألف نسمة)
- بيرينغوفسكيي (1.4 ألف نسمة)

## وصلات خارجية
- الموقع الرسمي

روسيا ما وراء العناوين[وصلة مكسورة]